# Alan Lake
Alan Ayling, plus connu sous le pseudonyme de Alan Lake est un expert en informatique et militant d'extrême droite britannique, co-président de la English Defence League.